# Sebnem Hassanisoughi
Şebnem Hassanisoughi (Estambul, 7 de diciembre de 1985) es una actriz turca de cine, teatro y televisión.

## Carrera
Hassanisoughi inició su carrera a finales de la década de 2010, realizando una aparición en la serie de televisión Annem en 2008. Ese mismo año figuró en la miniserie Dantel. En 2010 interpretó el papel de Melek en la serie Kiliç Günü, y un año después debutó en la gran pantalla personificando a Sevda en la cinta Geriye Kalan, de Çigdem Vitrinel. También en 2011 empezó a interpretar el papel de Asude en la serie Firar, permaneciendo en el elenco hasta el año 2012.
En 2013 obtuvo el papel recurrente de Güzide en la serie de televisión Tatar Ramazan: Ben Bu Oyunu Bozarim, seguido por una aparición en el seriado Bana Artik Hicran De y en la película Bulanti, de Zeki Demirkubuz. Entre 2015 y 2016 apareció en exitosas series de televisión como Poyraz Karayel y Vatanim Sensin, y aportó su voz en la película Kelebekler. En 2018 interpretó el papel de Selma Çelik en la serie Nefes Nefese.

## Filmografía

### Televisión
| Papeles en la televisión turca | Papeles en la televisión turca | Papeles en la televisión turca | Papeles en la televisión turca |
| Año                            | Título                         | Papel                          | Notas                          |
| ------------------------------ | ------------------------------ | ------------------------------ | ------------------------------ |
| 2008                           | Dantel                         | Genç Maya                      | Papel de reparto               |
| 2010                           | Kılıç Günü                     | Melek                          | Papel de reparto               |
| 2011                           | Firar                          | Asude                          | Papel de reparto               |
| 2012-2013                      | Kayıp Şehir                    | Zeynep                         | Papel de reparto               |
| 2013-2014                      | Tatar Ramazan                  | Güzide                         | Papel de reparto               |
| 2014                           | Bana Artık Hicran De           | Lale                           | Protagonista                   |
| 2015-2016                      | Poyraz Karayel                 | Begüm                          | Papel de reparto               |
| 2016                           | Vatanım Sensin                 | Eftalya                        | Papel de reparto               |

### Cine
| Papeles en el cine turco | Papeles en el cine turco  | Papeles en el cine turco | Papeles en el cine turco |
| Año                      | Título                    | Papel                    | Notas                    |
| ------------------------ | ------------------------- | ------------------------ | ------------------------ |
| 2011                     | Geriye Kalan              | Sevda                    | Protagonista             |
| 2013                     | Eve Dönüş: Sarıkamış 1915 | -                        | Papel de reparto         |
| 2013                     | Salıncak                  | -                        | Cortometraje             |
| 2015                     | Bulantı                   | Neriman                  | Protagonista             |
| 2016                     | Siyah Karga               | Sara                     | Papel de reparto         |
| 2018                     | Lifeboat                  | Amal                     | Protagonista             |

### Teatro
- Altı Buçuk
- Titus Andronicus
- Dua Odası
- Rita'nın Şarkısı
- Beklerken/ Leonce ile Lena

## Premios
| Año  | Nombre del premio                            | Categoría y producción                   |
| ---- | -------------------------------------------- | ---------------------------------------- |
| 2016 | 48.os Premios Siyad                          | Mejor actriz de reparto: Bulantı         |
| 2013 | 18.os Premios Sadri Alışık                   | Premio Especial Ayhan Işık: Geriye Kalan |
| 2012 | XII Festival Internacional de Cine de Esmira | Mejor actriz protagónica: Geriye Kalan   |